# Monasa atra
La monja negra (Monasa atra), también denominada pico de lacre y tangurú de hombros blancos, es una especie de ave piciforme de la familia Bucconidae que vive en el norte de Sudamérica.

## Descripción
La monja negra es un ave de tamaño medio que mide de 27 a 28 cm de longitud, y pesa en promedio 85 g. Su plumaje es negro y presenta manchas blancas en las alas, y su pico es de color rojo intenso.

## Distribución y hábitat
Se encuentra en Guyana, Surinam y la Guayana francesa, el este de Venezuela, en la cuenca oriental del Orinoco y la cuenca del Amazonas, al norte de Brasil. No se encuentra al sur del río Amazonas, y su límite occidental se encuentra en el sureste de Venezuela, en el río Negro. También ha sido observado en el oriente de Colombia.
Su hábitat natural es la selva húmeda tropical de regiones bajas. Vive en pareja, en los estratos alto y medio del bosque, tanto en tierra firme, como en las vegas y las palmas de las orillas de los ríos, además de los claros, hasta los 1050 m de altitud.

## Reproducción
Anida excavando en el suelo una cámara de incubación donde la hembra pone 2 a 3 huevos blancos y brillantes.